# Hidden Valley (Viktorialand)
Das Hidden Valley (englisch für Verborgenes Tal) ist ein Trockental in den Denton Hills des ostantarktischen Viktorialands. Es liegt unmittelbar südlich des Miers Valley und wurde vormals von einem alpinen Gletscher durchflossen, der in den Koettlitz-Gletscher mündete. Der Taleingang ist als einziger in dieser Region vollständig blockiert durch eine Moräne des Koettlitz-Gletschers. Das Tal ist nicht nur hierdurch von der Küste abgeschnitten, sondern auch von den umgebenen Gebirgszügen nicht einsehbar.
Teilnehmer der von der Victoria University unternommenen Antarktisexpeditionen (1960–1961) durchquerten das Tal von Dezember 1960 bis Januar 1961 und benannten es nach seiner isolierten Lage.